# Seznam grških politikov
Seznam grških politikov.

## A
Alekos Alavanos - Ioannis Alevras - Alkiviadis Diamandi di Samarina - Konstantinos Alivizatos - Alekos Alavanos - Nikos Androulakis - Adamantios Androutsopoulos - Georgios Alogoskoufis - Nikos Andrulakis - Evangelos Apostolakis - Lefteris Apostolou - Periklis Argyropoulos - Stavros Arnaoutakis - Georgios Athanasiadis-Novas - Evangelos Averoff-Tositsas - Dimitris Avramopoulos

## B
(Georgios Babiniotis) - Evripidis Bakirtzis - Thanasis Bakolas - Dora (Theodora) Bakoyannis - Gerasimos Balaouras - Panos Beglitis - Pavlos Bakoyannis - Nikos Beloyannis - Avraam Benaroya - Vasileios Botopoulos - Nikolaos Bouropoulos

## C
Evklid Cakalotos -
Ioannis Kapodistrias  - Christos Chomenidis - Nikolaos Chountis - Nikos Christodoulakis
Aleksis Cipras (Alexis Tsipras)

## D
Maria Damanaki - Panagiotis Danglis - Epameinondas Deligeorgis - Konstantinos Demertzis - Nikos Dendias - Stavros Dimas - Alexandros Dimitsas  - Alexandros Diomidis - Ion Dragoumis - Stefanos Dragoumis - Thodoris Dritsas - Dimitrios Droutsas

## E
Athanasios Eftaxias - Miltiadis Evert

## F
Grigoris Farakos - Harilaos Florakis

## G
Fofi Gennimata - Georgios Gennimatas - Adonis Georgiadis - Geórgios I (Princ William Schleswig-Holstein-Sonderburg-Glücksburg) - Geórgios II - Christos Geraris - (Irina Ginova) - Fedon Gizikis - Alexandros Giotopoulos - Demetris Giotopoulos - Phaedon Gizikis - Manolis Glezos (1922-2020) - Giorgos Grammatikakis - Yiannis Grivas (=?) Ioannis Grivas (1923-2016) - Apostolos Grozos

## H
Ioannis Haralambopoulos - Alexandros Hatzikyriakos

## I
Angelos Iatridis - Dimitri(o)s Ioannidis - Giannis Ioannidis - Aleksandros Ipsilantis - Dimitrios Ipsilantis (Ypsilantis)

## K
Georgios Kafantaris - Eva Kaili - Panos Kammenos - Loukas Kanakaris-Roufos - Loukas Kanakaris-Roufos - Konstantinos Kanaris - Miltiades Kanaris - Panajotis Kanellopoulos - Augustinos Kapodistrias - Ioannis Kapodistrias - Konstantinos Karamanlis (1907-98) - Kostas Karamanlis - Alexandros Karapanos - Georgios Karatzaferis - Georgios Kartalis - Louka Katseli - Dimitrios Kiusopulos - Petros Kokkalis - Ioannis Kolettis - Kostas Koligiannis - Konstantinos Kollias - Pavlos Konduriotis - Georgios Kondylis - Konstantínos I - Konstantínos II - Nikos Konstantopulos - Zoe Konstantopulou - Alexandros Korizis - Stavros Kostopulos - Nikos Kotzias - Dimitris Koutsumbas / Kocumpas - Aleksandros Kumounduros - Panagiotis Kouroumblis - Themistoklis Kurusopulos - Menios Koutsogiorgas - Dimitrios Kremastinos - Georgios Kunturiotis - Paulos Kunduriotis - Othon Kyriakos - Leonidas Kyrkos - Miltos Kyrkos

## L
Grigoris Lambrakis - Stavros Lambrinidis - Vassilis Leventis - Michalis Liapis - Kostas Linoxilakis - Konstantinos Logothetopoulos - Andreas Loverdos

## M
Nikolaos Makarezos - Aspasia Manos - Georgios Marangopulos - Spyros Markezinis - (Vafeiadis Markos) - (Manolis Mantakas) - Panagiotis Markopoulos - Princ Alexandros Mavrokordatos - Petros Mavromihalis "Petrobej" - Stylianos Mavromihalis - Georgios Mavros - Dimitrios E. Maximos - Vangelis Meimarakis - Lina Mendoni - Konstantinos Menoudakos - Melina Mercouri - Andreas Metaxas - Ioannis Metaxas - Andreas Mihalakopulos - Charilaos Mitrelias - Kyriakos Mitsotakis/Kiriakos Micotakis - Konstantinos (Kyriakoú) Mitsotakis (1918-2017) - Marika Mitsotakis - Petros Moliviatis /Molyviatis - Nana Muskuri

## N
Theodoros Negris - Anna Ntalara

## O
Pavlos Oikonomou-Gouras

## P
Ioannis Paleokrassas - Nikos Panagiotopoulos - Theodoros Pangalos - Lukas Papademos - Dimitri B. Papadimitriou - Dimitris Papadimulis - Georgios Papadopulos - Stamos Papafrangos - Alexander Papagos - Alexandros Papanastasiou - Andreas Georgiu Papandreu - Georgios Papandreu - Georgios (Jorgos) Papandreu - Georgios Papangiotopulos - Iannos Papantoniu - Mihalis Papakonstantinou - Aleka Papariga - Emmanouil Papastefanakis - Stelios Papathemelis - Vassilis Papazachos - Georgios Papulias - Karolos (Grigoríou) Papulias (1929-2021) - Ioannis Paraskevopoulos - Dimitrios Partsalidis - Ioannis Passalidis - Stylianos Pattakos (1912-2016) - Prokopis Pavlopoulos "Pávlos" - Ioannis Pesmazoglou - George Petalotis - Panagiotis Pikrammenos - Panagiotis Pipinelis - Nikos Ploumpidis - Vyron Polydoras - Panagiotis Poulitsas - Komninos Pyromaglou - Nikolaos Plastiras - Nikolaos Politis - Vyron Polydoras - Grigoris Psarianos - (Dimitrios Psarros) - Pandelis Puliopulos

## R
Giannis Ragousis - Konstantinos Raktivan - Georgios Rallis - Ioannis Rallis - Alexandros Rizos Rangavis - Dimitris Reppas - Sotirios Rizos - Athos Romanos - Vasileios Rotis - Benizelos Roufos

## S
Gabriel Sakellaridis - Nikolaos Sakellariu - Katerina Sakelaropulu - Antonis Samaras - Christos Sardzetakis (1929- 2022) - Ioánnis (Dimítrios) Sarmás - George Seremetis - Margaritis Shinas - Georgios Siantos - Teodoros Skilakakis - Costas Simitis - Gabriel Sakellaridis - Margaritis Schinas - Kostas Skandalidis - Panos Skourletis - Stefanos Skouloudis - Vassilios Skouris - Ioannis Sofianopulos - Themistoklis Sofoulis - Sotirios Souliotis - Calliope Spanou - Spilios Spiliotopulos - Mihail Stasinopulos - Giorgos Stathakis - Konstantinos Stavropoulos - Konstantinos Stefanopoulos - Stefanos Stefanopulos - Yannis Stournaras - Kristoforos Stratos - Alexandros Svolos

## T
Konstantinos Tasulas - Spyridon Tetenes - Vassiliki Thanou-Christophilou - Mikis Theodorakis - Stavros Theodorakis - Takis Teodorikakos - Harry Theoharis - Georgios Theotokis - Ioannis Theotokis - Ioannis Toumbas - Panagiotis Triantafyllakos - Harilaos Trikupis (Charilaos Trikoupis) - Ioannis Trikupis - Spiridon Trikupis - Euclid Tsakalotos - Lina Tsaldari - Konstantinos Tsaldaris - Panagis Tsaldaris - Konstantinos Tsatsos - Andreas Tsipas (Andreja Čipov) - Ilias Tsirimokos - Akis (Apostolos-Athanasios) Tsohatzopoulos - Georgios Tsolakoglou - Emmanouil Tsouderos - Dimitris Tsovolas - Tzannis Tzannetakis - Kitsos Tzavelas - Andreas Tzimas

## V
Markos Vafeiadis - Zinovios Valvis - Janis Varufakis / Yanis Varoufakis - (Aris Velouchiotis) -
Eleftherios Venizelos -
Evangelos Venizelos -
Sophoklis Venizelos - Markis Voridis - 
Dimitrios Voulgaris - 
Petros Voulgaris - Nikos Voutsis

## Z
Niko(lao)s Zahariadis - Aleksandros Zaimis - Thrasyvoulos Zaimis - Georgios P. Zanias - Napoleon Zervas - Christos Zois - Georgios Zoitakis - Xenophon Zolotas (1904-2004) - Kostas Zouraris